# Ніша Аюб
Ніша Аюб (англ. Nisha Ayub; нар. 5 квітня 1979, Малакка, Малайзія) — малайзійська активістка за права трансгендерів, співзасновниця спільноти SEED Foundation і масової трансгендерної кампанії Justice for Sisters, 2016 року нагороджена престижною Міжнародною нагородою «Найхоробріша жінка».

## Ранні роки
Народилася в Малацці, Малайзія, 5 квітня 1979 року. Має змішане індійське, шрі-ланкійське та малайське коріння по материнській лінії. Ніша пам'ятає, як у дитинстві вона носила «селенданг» (шаль), танцюючи під боллівудські пісні. Батько помер, коли їй було шість років і Нішу виховувала християнська сім'я її матері. Сама мати — новонавернена мусульманка. У дев'ять років Ніша брала участь у конкурсі маскарадних костюмів в образі балерини у чорній сукні та перуці; в той момент вона зрозуміла, що це і є справжня.

## Біографія
Як трансгендерна жінка Аюб зіткнулася з правоохоронними органами через ісламські закони шаріату. Відповідно до положення шаріату (ісламського закону) особам чоловічої статі заборонено одягатися або поводитися як жінка та з'являтися в такому вигляді на публіці. Порушення карається штрафом у розмірі 1000 рингітів (приблизно 257 доларів США) і тюремним ув'язненням на строк від шести місяців до року. Закони шаріату підтримуються державними ісламськими релігійними відомствами. За цим законом Аюб ув'язнили на три місяці 2000 року. У чоловічій в'язниці наглядач й інші в'язні піддавали її сексуальному насильству. Аюб розповіла про свій час у в'язниці: «Вони попросили мене роздягтися догола перед усіма. Вони висміювали мене, тому що моє тіло не відповідало тому, якими повинні бути чоловіки і жінки».
Аюб через неурядові організації консультує людей, проводить навчання для розвитку професійної кар'єри, розв'язує питання здоров'я, соціального забезпечення та надає юридичну підтримку.

## Визнання

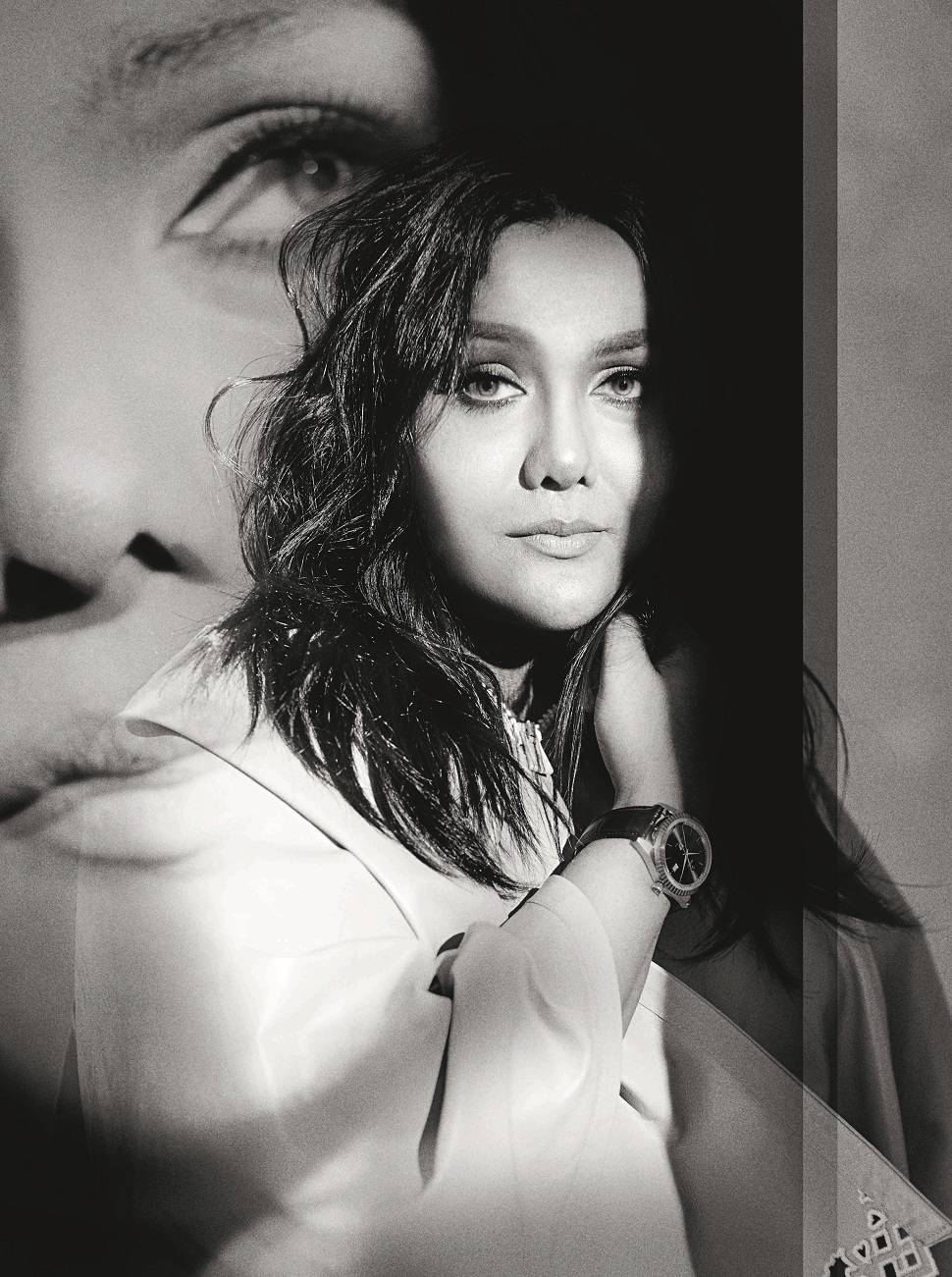
Ніша Аюб, робота Річарда Грея

2015 року нагороджена премією Елісон Дес Форжс від Human Rights Watch за видатну активність, за сміливі дії, спрямовані проти законів Малайзії, які заважали інтересам людей жити в мирі, не зазнаючи шкоди та утисків. 2016 року отримала Міжнародну премію «Найхоробріша жінка», ставши першою трансгендерною жінкою її лавреаткою.
2016 року в Сан-Дієго оголошено 5 квітня Днем Ніша Аюб. Мер Сан-Дієго Кевін Фолконер сказав: «Ніша Аюб продовжує боротися за рівність і захист усіх людей у своїй країні та за її межами».
2018 року старший викладач факультету сільського господарства Університету Путри в Малайзії Ліна Вонг разом із провідним автором дослідження Патріком Кругом з Університету штату Каліфорнія в Лос-Анджелесі виявили новий вид морських слимаків, які маскуються під морські водорості, і після підтвердження, що це справді новий вид, назвали на честь Аюб Sacoproteus nishae. Морського слимака назвали так завдяки його здатності маскуватися під морські водорості називаючи його «найкращим прикладом тварини, що маскується під рослину».
2019 року стала єдиною малайзійкою у списку 100 жінок 2019 року, складеного ВВС: так відзначили її роботу в наданні допомоги місцевій спільноті трансгендерів.

### Нагороди та подяки
| Рік  | Організація               | Нагорода                                           | Примітка |
| ---- | ------------------------- | -------------------------------------------------- | -------- |
| 2015 | Human Rights Watch        | Премія Елісон Дес Форжес за надзвичайну активність | [ 5 ]    |
| 2016 | Державний департамент США | Найхоробріша жінка світу                           | [ 2 ]    |
| 2019 | BBC                       | BBC 100 жінок 2019 року                            | [ 12 ]   |